# Mesanthura floridensis
Mesanthura floridensis là một loài chân đều trong họ Anthuridae. Loài này được Menzies & Kruczynski miêu tả khoa học năm 1983.